# Bataille de Cole Camp
Guerre de Sécession
Batailles
Opérations pour contrôler le Missouri
- Boonville
- Cole Camp
- Carthage
- Wilson's Creek
- Dry Wood Creek
- Liberty
- Lexington (1re)
- Fredericktown
- Springfield (1re)
- Mount Zion Church
- Blackwater Creek (en)

La bataille de Cole Camp est une escarmouche de la guerre de Sécession qui a eu lieu le 19 juin 1861 dans le comté de Benton au Missouri. Les confédérés assurent un chemin libre pour le gouverneur en fuite et la garde d'État du Missouri hors de portée des forces de Lyon à Boonville.

## Contexte
Le 15 juin 1861, le brigadier général de l'Union Nathaniel Lyon prend le contrôle du capitole du Missouri à Jefferson City. Deux jours plus tard, il met en déroute une partie de la garde de l'État du Missouri qui se rassemble à Boonville avec le gouverneur pro-sécessionniste du Missouri, Claiborne F. Jackson. Alors que la fraction de la garde accompagnant le gouverneur Jackson s'enfuit dans le sud-ouest de l'État, un régiment des Home Guards du Missouri est en mesure de lui couper la retraite.
La majorité des habitants du comté de Benton sont originaires et de sensibilité sudiste ; néanmoins les immigrants allemands et leurs descendants sont majoritairement pro-unionistes et anti-esclavagistes. Ils représentent le noyau de la Home Guard du comté de Benton. Le capitaine Abel H. W. Cook commence à lever le régiment au début de juin et demande aux volontaires de se rassembler au nord est du camp Cole le 11 juin 1861.
Une force sécessionniste se rassemble à proximité de Warsaw. Le capitaine Walter S. O'Kane met sur pied les Warsaw "Grays" et le capitaine Thomas W. Murray les "Blues". La force conjointe s'élève à environ 350 hommes, dont 100 montés. Deux semaines après Cole Camp, juste avant la bataille de Carthage, O'Kane est élu lieutenant colonel du bataillon tandis que Murray est élu commandant.
Les sécessionnistes sont aidés par le sheriff du comté de Benton, Bartholomew W. Keown.  Keown tent d'arrêter les capitaines Cook et Mitchell dans le camp des Home Guards de l'Union, mais ils refusent d'obtempérer. L'« arrestation » est un prétexte pour récupérer du renseignement.

## Engagement
La force de l'Union occupe deux fermes attenantes, distantes d'environ 550 mètres, appartenant à Henry Harms et John Heisterberg. Les Home Guards appellent les lieux le camp Lyon. Cook a environ 400 fantassins. Bien que 900 hommes avaient été initialement levés, plus de la moitié avait été congédiés faute d'armes ou pour d'autres raisons.
La forde de O'Kane marche de Warsaw vers Cole Camp le 18 juin 1861 pour attaquer le regroupement des Home Guards. Un vieux citoyen respecté, John Tyree, est le témoin des préparatifs des sécessionnistes et les rapportent aux officiers du camp Lyon. Sur le chemin du retour, il est capturé par la force de O'Kane. Quelques hommes le reconnaissent, déduisent ce qu'il vient de faire, le pendent à un arbre et l'abattent. (Bien que propriétaire d'esclaves, Tyree était unioniste.)
Malgré l’alerte de Tyree, les préparatifs de Cook sont inadaptés, les piquets sont surpassés sans pouvoir alerter les Home Guards qui dorment. Il y avait eu une forte consommation d'alcool dans le camp et les hommes sommeillent aux premières heures du 19 juin 1861 quand l'attaque commence. L'infanterie de O'Kane marche à double pas à partie de l'est de la grange de Heisterberg  où se trouvent une partie des Home Guards et tirent une volée sur les hommes choqués. Néanmoins, une compagnie des Home Guards sous le commandement du capitaine Elsinger se trouve juste au nord de la grange. Ils répondent avec par tirs sur le flanc des attaquants, mais manquant de munitions ils sont obligés de se retirer rapidement.
La force montée de O'Kane heurte et repousse un autre groupe des Home Guards qui tente de se former pour repousser l'infanterie.
Pendant ce temps, le reste des hommes de l'Union qui ne sont pas engagés dans la grange des Harms sous le commandement des capitaines Grother et Mueller se mettent  en place pour entrer dans les combats. Le drapeau de l'Union étant maintenant dans les mains des rebelles sème la confusion et les hommes retiennent leur tir jusqu'à ce qu'ils se fassent tiré dessus. Ils retraitent sans engager le combat et le les combats cessent.
Il semble que le capitaine Cook ait fui au début du combat. Il déclare être parti pour consulter le capitaine Totten  des forces de Lyon, mais ses hommes le contredisent, et Henry Imhauser élu au commandement en juillet. Le régiment est dissous en septembre, et en novembre, Cook est « abattu par les rebelles » dans le comté de Henry. Sa veuve n'obtient pas de pension en raison du fait que Cook « n'était pas en service U.S. au moment de sa mort ».
Walter S. O'Kane sert ensuite en tant qu'aide de camp au sein de la 8th Confederate Cavalry Division, et meurt en 1908 dans l'Arkansas.

## Pertes et impact
Les pertes fédérales sont lourdes avec au moins 34 morts ou blessés mortellement, 60 blessés et 25 prisonniers. Sans doute plus important, la force de O'Kane capture 362 fusils avec des baïonnettes qui se révéleront utiles lors des batailles de Carthage et de Wilson's Creek. Les pertes sudistes d'élèvent à environ 7 tués et 25 blessés.
L'ancien président confédéré Jefferson Davis, dans son livre A Short History of the Confederate States of America publié en 1890, affirme que 206 soldats de l'Union ont été tués ou blessés, et que plus de 100 ont été faits prisonniers.
Les hommes de O'Kane tuent apparemment un des prisonniers qui parle un peu l'anglais et qui est cuisinier. Il l'ont confondu avec le capitaine Cook et l'ont abattu sur le champ.
La victoire ouvre le chemin pour la garde de l'État du Missouri qui fuit. Quand les hommes de O'Kane  rejoignent les gardes de l'État, leur histoire remonte le moral au reste de la force assiégée.
Le sheriff Keown est capturé avec 683 autres recrues des gardes de l'État du Missouri le 19 décembre 1861 lors de l'accrochage de Blackwater Creek. En raison de son action à Cole Camp et dans une autre affaire, il est inculpé d'espionnage et pour vol à l'encontre de citoyens loyaux, mais il meurt en prison le 16 avril 1862 avant la tenue du procès.

## Ouvrages
- (en) Robert Owens, Hier snackt wi Plattdutsch =: Here we speak low German, City of Cole Camp, 1989.